# كريس بورتر
كريس بورتر (بالإنجليزية: Chris Porter)‏ (10 نوفمبر 1979 بسندرلاند في المملكة المتحدة - ) هو لاعب كرة قدم بريطاني في مركز حراسة المرمى. لعب مع نادي سندرلاند ونادي يورك سيتي وKnattspyrnufélag Fjallabyggðar ‏ ونادي غيتزهد ونادي هارتلبول يونايتد ونادي ساوثيند يونايتد وبيلينغهام سينثونيا ‏ وبيشوب أوكلاند ‏ وDarlington 1883 ‏ ودارلينجتون إف سى.

## وصلات خارجية
- كريس بورتر على موقع قاعدة بيانات كرة القدم.إي يو (الإنجليزية)
- كريس بورتر على موقع Soccerbase.com (لاعب) (الإنجليزية)